# Jeanne J

La Jeanne J est une chaloupe pontée, dite de la Baie de Bourgneuf, réplique des chaloupes naviguant à la pêche et au bornage dans la baie.

Son port d'attache est Noirmoutier en Vendée.

Son immatriculation est : NO D096825 , NO pour le quartier maritime de Noirmoutier.

## Histoire
C'est la réplique des anciens bateau de pêche qui naviguaient principalement entre l'île de Noirmoutier et Pornic.

Le voilier appartient à une copropriété (quirat) formée de copropriétaires privés et de l'association La Chaloupe, construit à son initiative pour les 20 ans de l'association. 
Construite en 2008 au Chantier des Ileaux à Noirmoutier, elle navigue depuis mai 2009. Elle est surtout utilisée depuis par ses copropriétaires pour les rassemblements de bateaux traditionnels de La Rochelle à Brest. Elle a participé aux  Tonnerres de Brest 2012.

## Caractéristiques
Son gréement est pourvu d'une voile au tiers sur chaque mât (une misaine et un taillevent), d'un hunier au-dessus de la grand-voile et d'un foc sur le bout-dehors. Ses voiles sont brun foncé (voilerie Burgaud).